# Vitulano
Vitulano là một đô thị ở tỉnh Benevento trong vùng Campania, có vị trí khoảng 50 km về phía đông bắc của Napoli và khoảng 12 km về phía tây bắc của Benevento.
Vitulano giáp các đô thị: Campoli del Monte Taburno, Castelpoto, Cautano, Foglianise, Frasso Telesino, Guardia Sanframondi, Paupisi, San Lorenzo Maggiore, Solopaca, Torrecuso.